# ルビコン川を渡る

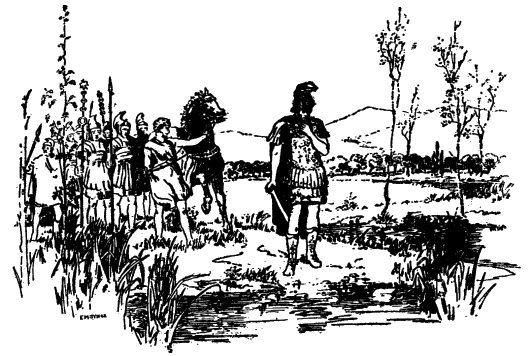
ルビコン川の岸で立ち止まっているガイウス・ユリウス・カエサル

ルビコン川を渡る（ルビコンがわをわたる、英: Crossing the Rubicon）という表現は、「後戻りできない地点」を通過することを意味する慣用句である。この意味は、紀元前49年1月初旬にユリウス・カエサルが北方からルビコン川を渡ったことに由来する。正確な日付は不明である。学者たちは、当時の使者が移動できる速度から、通常1月10日と11日の夜に位置づけている。カエサルがこの川を渡ったことがカエサルの内戦を引き起こしたと主張されることが多いが、カエサルの軍勢はすでに前日にイタリアに入り、アリミヌムを占領していた。
内戦は最終的にカエサルが終身独裁官（dictator perpetuo）になることにつながった。カエサルは南部ガリアからイリュリクムに及ぶ地域の総督に任命されていた。彼の総督の任期が終わると、元老院は彼に軍を解散してローマに戻るよう命じた。北部の境界がルビコン川によって示されているイタリアに武装した軍隊を持ち込むことは違法であったため、彼が武器を持ってこの川を渡ったことは反乱、反逆罪、そして国家への宣戦布告に相当した。一部の著者によれば、彼は渡る前に「iacta alea est」（「賽は投げられた」）という言葉を発したとされる。

## 歴史

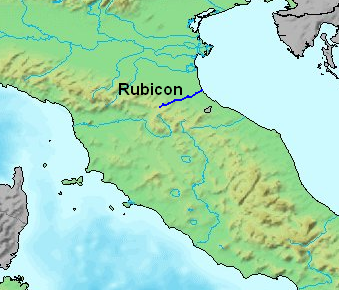
カエサルが渡ったと考えられる同じ川であるルビコン川(濃い青色)の地図

後期ローマ共和政において、ルビコン川は北東のローマ属州であるキサルピナ・ガリアと、南のローマとその同盟国によって直接支配されている地域との境界を示していた。北西側の境界は、アルノ川という、はるかに広くて重要な水路によって示されていた。アルノ川は、アペニン山脈（その源はルビコン川の源からそう遠くない）から西へ流れ、ティレニア海に注いでいる。
ローマ属州の総督は、一つまたは複数の属州においてインペリウム（大まかに言えば「指揮権」）を持つ代理政務官として任命された。総督は彼らが統治する領域内でローマ軍の将軍として務めた。ローマ法では、イタリア内でインペリウムを保持できるのは、選出された政務官（執政官と法務官）のみと規定されていた。自分の軍隊を率いてイタリアに入った政務官はインペリウムを喪失し、したがって合法的に軍隊を指揮することはもはや許されなかった。
法律で禁止されているインペリウムを行使することは死刑に値する犯罪であった。さらに、合法的にインペリウムを持たない将軍の命令に従うことも死刑に値する犯罪であった。将軍が軍隊を指揮してイタリアに入った場合、将軍とその兵士の両方が法外者となり、自動的に死刑を宣告された。したがって、将軍はイタリアに入る前に軍を解散する義務があった。

## ユリウス・カエサル
紀元前49年1月、ユリウス・カエサルはキサルピナ・ガリアからイタリアへ、単一のローマ軍団であるLegio XIIIを率いてルビコン川を南へ渡り、ローマへと向かった。そうすることで、彼は意図的にインペリウムに関する法律を破り、武力紛争を避けられないものにした。ローマの歴史家スエトニウスはカエサルが川に近づいたとき決断できずにいた様子を描き、川を渡ったことを超自然的な幻影のせいだとしている。カエサルは1月10日にイタリアへの有名な渡河の夜にサッルスティウス、ヒルティウス、オッピウス、ルキウス・バルブス、スルピクス・ルフスと食事をしたと報告されている。文学的な語りにおいて劇的な瞬間であるが、カエサルの軍勢がすでに前日にイタリアに入っていたという事実によって、この逸話の重要性はいくらか弱められる。カエサル自身がイタリアに入った時点では、戦争はすでに始まっており、彼の副官クィントゥス・ホルテンシウスが、イタリアの町アリミヌムを占領していた。
スエトニウスによれば、カエサルは有名な言葉「ālea iacta est」（「賽は投げられた」）を発した。「ルビコンを渡る」という表現は、現代の表現「後戻りできない地点を通過する」と同様に、個人やグループが危険な、あるいは革命的な行動に自らをコミットすることを指す言葉として生き残っている。カエサルの迅速な行動の決断は、ポンペイウス、執政官たち、そしてローマ元老院の大部分をローマから逃亡させることになった。